# Poul Hansen (borgmester)
 Der er flere personer med dette navn, se Poul Hansen.
Poul Hansen (født 23. marts 1922, død 14. juni 2017) var en dansk politiker, som var borgmester i Vallensbæk Kommune fra 1967 til 1993 for Det Konservative Folkeparti.